# 香港藝人之家
香港藝人之家（英語：Hong Kong Artistes Christian Fellowship (Hong Kong ACF)）是一個香港的基督新教團體，1985年由喬宏（已逝世）、鄭明明創辦，成員以演藝人員為主。現任主席為鄧萃雯。

## 宗旨
其宗旨是积极传扬福音，引领人归信耶稣基督。本着圣经教导、牧养栽培，使艺人信仰生命在耶稣基督裏得以成长。鼓励艺人在工作及日常生活上互相关怀，促进彼此关系。协助艺人建立教会生活。在香港娱乐圈中竖立一群基督新教徒，向同业及社会见证耶稣基督。

## 創立
翁美玲自殺兩週前曾到美容院找鄭明明，打算找她開解心事，剛巧鄭明明當日手頭上有數項重要公事，忙得一塌糊塗，便很敷衍地表示工作很忙，改天大家比較空閒才坐下詳談，最終翁美玲兩週後自殺身亡，鄭明明亦錯失救回好友或見其最後一面的機會 。
翁美玲之死喚起社會對藝人心理健康的關注，最終促成香港首個專為服事藝人的基督教團體香港藝人之家的成立。

## 海外分部
- 台北艺人之家（Taipei ACF）
- 纽约华人艺人福音团契（NewYork ACF）

## 成員名單
| - 郑敬基 - 張致恆 - 张敬轩 - 张坚庭 | - 张崇基 - 张崇德 - 高皓正 | - 郭晋安 - 林文龙 - 伍允龍 | - 温兆伦 - 黄智贤 - 王祖藍 | - 黄贯中 |

| - 鄭明明（創辦人之一） - 邓萃雯（現任主席） - 寶珮如 - 陈松伶 - 李司棋 | - 魏秋樺 - 郭可盈 - 梁小冰 - 韓瑪利 - 張文慈 | - 黎美娴 - 劉美娟 - 罗敏庄 - 李亞男 - 方文 | - 翟佩雲 - 施熙瑜 |  |  |

### 已故成員
- 喬宏：創辦人之一，1999年4月16日晚上10時30分於美國西雅圖駕車回家途中，第四度心臟病發後逝世，享壽72歲。
- 罗慧娟：2012年6月30日因胰臟癌於新加坡病逝，享年46歲。
- 盧大偉：2016年3月4日清晨6時49分，因腸癌於香港東區醫院病逝，享壽71歲。

## 外部連結
- YouTube上的香港藝人之家頻道
- 香港藝人之家的Facebook專頁